# تپه تالپ یال ۲
تپه تالپ یال ۲ مربوط به دوره ساسانیان است و در شهرستان ایجرود، بخش مرکزی، دهستان گلابر، روستای جوقین، ۵۲۰ متری جنوب غربی روستا واقع شده و این اثر در تاریخ ۱۵ دی ۱۳۸۷ با شمارهٔ ثبت ۲۴۰۸۲ به‌عنوان یکی از آثار ملی ایران به ثبت رسیده است.